# Hemioplisis panamaria
Hemioplisis panamaria är en fjärilsart som beskrevs av Alpheus Spring Packard 1874. Hemioplisis panamaria ingår i släktet Hemioplisis och familjen mätare. Inga underarter finns listade i Catalogue of Life.